# Daniel Römer
Daniel Römer (* 17. Juli 1617 in Thorn, Polnisch-Preußen; † 7. April 1700 in Lübben, Niederlausitz, Kurfürstentum Sachsen) war ein deutscher lutherischer Geistlicher, der als Superintendent in Forst und als Generalsuperintendent der Niederlausitz wirkte.

## Leben
Der Vater Caspar Römer war Kaufmann und Fleischhauer in Thorn, die Mutter war Ursula Voigt. Der Junge besuchte das Gymnasium und folgte 1645 dem Wittenberger Rektor Johann Hülsemann nach dem Thorner Religionsgespräch zum Studium an dessen Universität. 1650 wurde er Diakon an der Stadtkirche St. Marien in Wittenberg.
Am 20. Oktober 1659 begann Daniel Römer seinen Dienst als Superintendent in Forst auf Einladung des Freiherrn Ferdinand II. von Bieberstein. Nach dessen Tod ging er 1668 als Pastor secundarius (zweiter Prediger) nach Budissin (Bautzen) und wurde 1679 dort Pastor primarius (Oberpfarrer). Seit 1683 war Daniel Römer Generalsuperintendent der Niederlausitz und Oberpfarrer in Lübben. 1694 weihte er die neue Deutsche Kirche in Vetschau ein.
Daniel Römer war dreimal verheiratet. Ein Sohn war Daniel Christoph Römer.
Daniel Römer bemerkte mitunter, Forst habe ihn ernährt, Bautzen verzehrt und Lübben geehrt.